# Sebastiano Testa
Sebastiano Testa (* 26. Februar 1964) ist ein ehemaliger italienisch-deutscher Fußballspieler, der mittlerweile als -trainer und -schiedsrichter im württembergischen Amateurfußball tätig ist.

## Sportlicher Werdegang
Der Sohn italienischer Gastarbeiter spielte in der Jugend für den SSV Ulm 1846. Dort rückte der Abwehrspieler als Teenager in die Reservemannschaft auf, mit der er 1984 den Bezirkspokal gewann. Parallel kam er unter Trainer Paul Sauter vereinzelt auch in der Wettkampfmannschaft zum Einsatz. So trug er in der Spielzeit 1982/83 in 15 Spielen zum Gewinn des Meistertitels in der seinerzeit drittklassigen Oberliga Baden-Württemberg bei, anschließend setzte sich die Mannschaft in der Aufstiegsrunde zur 2. Bundesliga durch. Dort saß er mehrfach auf der Ersatzbank, seinen einzigen Profieinsatz verzeichnete er am 10. März 1984, als er bei der 1:5-Auswärtsniederlage beim KSV Hessen Kassel zur Halbzeit für Robert Birner eingewechselt wurde. Dies blieb der letzte höherklassige Auftritt für die „Spatzen“, auch nach dem späteren Wiederabstieg in die Oberliga kam er nicht mehr zum Einsatz.
Später trat Testa als Trainer im württembergischen Amateurfußball in Erscheinung. So betreute er unter anderem bis Oktober 2017 den Kreisligisten ESC Ulm, ehe er aus gesundheitlichen Gründen von seinem Amt zurücktrat. Ende Oktober 2018 übernahm er den Trainerposten beim Kreisligisten VfB Ulm.
Hauptberuflich ist Testa bei einem Neu-Ulmer Bushersteller tätig, dort war er Mitglied des Betriebsrats.